# Stuguvattnet (Junsele socken, Ångermanland)
Stuguvattnet är en sjö i Sollefteå kommun i Ångermanland och ingår i Ångermanälvens huvudavrinningsområde. Sjön har en area på 0,15 kvadratkilometer och ligger 242,2 meter över havet. Sjön avvattnas av vattendraget Röån.

## Delavrinningsområde
Stuguvattnet ingår i det delavrinningsområde (708880-154721) som SMHI kallar för Utloppet av Stuguvattnet. Medelhöjden är 306 meter över havet och ytan är 2,72 kvadratkilometer. Räknas de 9 avrinningsområdena uppströms in blir den ackumulerade arean 98,08 kvadratkilometer. Röån som avvattnar avrinningsområdet har biflödesordning 2, vilket innebär att vattnet flödar genom totalt 2 vattendrag innan det når havet efter 156 kilometer. Avrinningsområdet består mestadels av skog (75 procent). Avrinningsområdet har 0,15 kvadratkilometer vattenytor vilket ger det en sjöprocent på 5,5 procent.